# Jean Leseurre
Jean Leseurre, né le 14 novembre 1892 à Tavers (Loiret), un village du canton de Beaugency, et mort le 24 septembre 1964 à Nibelle (Loiret), était un ingénieur aéronautique français. Avec son camarade de lycée et beau-frère Charles Gourdou, il a fondé la société de construction aéronautique Gourdou-Leseurre, active de 1917 à 1934.

## Biographie
Il est diplômé de l'École centrale Paris (Promotion 1919).